# Aguinaldo Silva
Aguinaldo Ferreira da Silva OMC (Carpina, 7 de junio de 1943) es un dramaturgo, escritor, guionista, periodista, cineasta y telenovelista brasileño. 
Silva tiene la "marca" de ser el único dramaturgo de Globo que únicamente escribió telenovelas para el horario estelar de la televisora (según la edición de 1991 de la Revista Veja).
También es el único autor de telenovelas en el mundo que cuenta con dos premios Emmy Internacionales : el primero ganado por la supervisión de la telenovela portuguesa Laços de Sangue; y el segundo, de la telenovela brasileña Império. Aguinaldo Silva escribió las telenovelas más populares de la década de 1980, Roque Santeiro, la de 2000, Senhora do Destino y la de 2010, Fina Estampa.
Nacido en Pernambuco, Silva obtuvo la ciudadanía portuguesa y actualmente reside en Lisboa.

## Biografía
En la adolescencia, aunque empleado de un notario en Recife, escribió la novela Redención para Job. Lanzado con éxito, terminó generando controversia porque se difundieron rumores, atribuyendo la autoría real al periodista Newton Rodrigues, entonces editor de la portada de<i>Jornal do Commercio</i>, importante diario de la capital de Pernambuco. 
En 1962, cuando el diario Ultima Hora de Samuel Wainer implementó Ultima Hora Nordeste en Recife, Aguinaldo fue llamado por el periodista Múcio Borges da Fonseca para trabajar como reportero. Trabajó unos meses cubriendo el área del aeropuerto, pero prefirió trabajar internamente, en la redacción, convirtiéndose en redactor. 
Con el cierre del periódico por el golpe militar de 1964, Aguinaldo Silva se fue a vivir a Río de Janeiro, donde comenzó a trabajar como reportero policial para el diario O Globo. En la década de 1970, editó el primer periódico gay del país, O Lampião, un tabloide semanal de corta duración. 
Su experiencia como reportero policial lo llevó en 1979 a ser uno de los autores del programa de televisión de turno en la Rede Globo, que retrataba la vida de un veterano profesional en esta línea, el ficticio Waldomiro Peña. 
El éxito de la serie lo llevó a escribir también episodios de Malu Mulher. Posteriormente lanzó el formato de miniserie en la televisión brasileña, escribiendo con Doc Comparato, Lampião y Maria Bonita. Por este trabajo recibió el Trofeo APCA a la Revelación Masculina de 1982, junto a Comparato, en la categoría Televisión. 
Junto al mismo socio, desarrolló dos miniseries más, Bandidos da Falange (1983) y Padre Cícero (1984), y otro en solitario, la adaptación de Tenda dos Milagres de Jorge Amado (1985). En el mismo año en que el Padre Cícero salió al aire, escribió la primera telenovela de su carrera en sociedad con la también debutante Glória Pérez: Partido Alto, una atracción del prime time que mostraba simultáneamente los "universos" de la Zona Sur de Río y sus suburbios. ciudad, estos dominados por el juego del bicho (un tradicional juego de apuestas). Sin embargo, esta experiencia no funcionó y Aguinaldo abandonó la trama antes de su final. Pero se recuperó justo al año siguiente, cuando José Bonifácio de Oliveira Sobrinho, ejecutivo de TV Globo, lo invitó a escribir la telenovela Roque Santeiro. 
La novela de Dias Gomes, prohibida por la censura de la dictadura militar en 1975, tenía 40 capítulos escritos, pero el autor se negó a reanudar la obra. Aguinaldo fue invitado a escribir la novela desde el punto donde se había detenido Dias Gomes y el resultado fue un gran éxito de público y crítica. 
También fue coautor, con Gilberto Braga y Leonor Bassères, de la telenovela Vale Tudo, en 1988. 
En 1989, escribió Tieta, protagonizada por Betty Faria, siendo considerada una de las mejores telenovelas de la historia de la Rede Globo, donde había misterios, como la historia de Dama de Branco. Contaba la historia de Tieta do Agreste, basada en el libro de Jorge Amado. La telenovela, que en su momento fue una explosión de audiencia, registró un promedio de 65 puntos, alcanzando más de 80 puntos en el último capítulo (que tuvo un promedio de 78). Tuvo como socios a Ana María Moretzsohn y Ricardo Linhares. 
Su talento como novelista y escritor de ficción, enriquecido por su experiencia en reportajes policiales, coincidió con la producción de series de televisión. Otras características llamativas son el regionalismo y el realismo fantástico. En 1992, junto a Ana Maria Moretzsohn y Ricardo Linhares, escribe la novela Pedra sobre Pedra, que se centra en una historia al estilo de Romeo y Julieta y, como historia secundaria, el regionalismo, el realismo fantástico y la famosa''Quién mató...''. En 1993, nuevamente con los mismos autores, escribe otro éxito, Bestia Ferida. En 1997, escribe otro éxito, con el mismo tema que sus novelas anteriores, A Indomada, una novela que marcó una época. En 1999, único fracaso de su carrera, Suave Veneno, en esa novela, Aguinaldo estaba escribiendo por primera vez solo, y cambió de tema, con él transcurrir en una gran ciudad y sin un realismo fantástico. En 2001, escribió el éxito Porto dos Milagres, nuevamente en sociedad con Ricardo Linhares. También tuvo éxito con Senhora do Destino, en 2004, la telenovela más popular de la década de 2000, con un promedio general de 50 puntos, un índice no superado por ninguna otra telenovela hasta la fecha.
Entre octubre de 2007 y mayo de 2008 se emitió Duas Caras, novela propia, que tenía a Dalton Vigh y Marjorie Estiano como protagonistas. A pesar de la baja audiencia media de 41 puntos durante los ocho meses en los que se transmitió, la trama fue elegida por el diario español 20 minutos como la novena mejor telenovela brasileña de todos los tiempos y fue la última telenovela de una hora en situarse por encima de la meta de 40 puntos, con un promedio general de 41 puntos de audiencia.
Fue el autor de la miniserie Cinquentinha. El año 2010 comenzó con la supervisión de la telenovela Tempos Modernos, de Bosco Brasil, autor que ya adaptó la trama Bicho do Mato, la segunda trama que se muestra a las 6 p. m. en Rede Globo. En Portugal, supervisó la telenovela Laços de Sangue, la primera telenovela coproducida entre Rede Globo y SIC. 
En 2011, escribió la miniserie Lara con Z, protagonizada por Susana Vieira y Humberto Martins. La miniserie es un secuela de Cinquentinha. En el mismo año, escribió Fina Estampa para el prime time de Rede Globo.
En 2013, supervisó el remake de Fina Estampa, producido por Rede Globo y Telemundo. También en el mismo año finalizó el guion de Super Crô - O Filme, lanzado en 2013.
En 2014 escribió la telenovela Império, que tenía el título provisional de Falso Brilhante, y reemplazó a Em Família. Luego, en sociedad con Brunno Pires y Megg Santos, escribió una serie titulada Doctor Pri, con Glória Pires, citada para interpretar al personaje principal y programada para debutar en septiembre de 2014. Sin embargo, ante la anticipación de la trama de Aguinaldo, Rede Globo decidió posponer la transmisión del programa, para que el autor se dedicara solo a la telenovela. En 2014, recibió de manos de la presidenta Dilma Rousseff el título de comendador de la Ordem do Mérito Cultural.
El 23 de noviembre de 2015, Império recibió el Premio Emmy Internacional a la mejor telenovela, pero Aguinaldo no asistió a la ceremonia de premiación, pero generó una polémica al prometer que si Empire ganaba el Emmy, él "se desnudaría", promesa que el autor dijo haber cumplido en su habitación.
En 2018 volvió al realismo fantástico en O Sétimo Guardião, un tema que no había utilizado desde Porto dos Milagres en 2001.
José Wilker, José Mayer, Betty Faria, Susana Vieira, Renata Sorrah, José de Abreu, Nelson Xavier, Eva Wilma, Arlete Salles, Lima Duarte, Joana Fomm, Armando Bógus, Ary Fontoura, Eloísa Mafalda, Cláudio Corrêa e Castro, Cássia Kis, Paulo Betti, Lília Cabral, Luíza Tomé, Carla Marins, Marcos Winter, Adriana Esteves, Cássio Gabus Mendes, Dalton Vigh, Flávio Galvão, Cláudia Alencar, Marcelo Serrado, Ângela Vieira, Alexandre Nero, Letícia Spiller, Flávia Alessandra, Carolina Dieckmann, Eduardo Moscovis, Dan Stulbach, Paulo Rocha, Caio Blat y Marina Ruy Barbosa son una presencia constante en sus guiones. 
El 2 de enero de 2020, Grupo Globo decidió no renovar el contrato con el autor, tras el fracaso de O Sétimo Guardião.

## Trabajo en televisión

### Telenovelas
| Título             | Año  | Acreditado como                   | Acreditado como                   | Acreditado como                   | Notas                                       | Emisora    |
| Título             | Año  | Autor                             | Coautor                           | Supervisor                        | Notas                                       | Emisora    |
| ------------------ | ---- | --------------------------------- | --------------------------------- | --------------------------------- | ------------------------------------------- | ---------- |
| Partido Alto       | 1984 | Sí                                |                                   |                                   | con Gloria Perez                            | Rede Globo |
| Roque Santeiro     | 1985 |                                   | Sí                                |                                   | con Dias Gomes                              | Rede Globo |
| O Outro            | 1987 | Sí                                |                                   |                                   |                                             | Rede Globo |
| Vale Tudo          | 1988 | Sí                                |                                   |                                   | con Gilberto Braga y Leonor Bassères        | Rede Globo |
| Tieta              | 1989 | Sí                                |                                   |                                   | con Ana Maria Moretzsohn y Ricardo Linhares | Rede Globo |
| O Dono do Mundo    | 1991 | trabajó en el proceso de creación | trabajó en el proceso de creación | trabajó en el proceso de creación | con Gilberto Braga                          | Rede Globo |
| Pedra sobre Pedra  | 1992 | Sí                                |                                   |                                   | con Ana Maria Moretzsohn y Ricardo Linhares | Rede Globo |
| Fera Ferida        | 1993 | Sí                                |                                   |                                   | con Ana Maria Moretzsohn y Ricardo Linhares | Rede Globo |
| O Campeão          | 1996 |                                   |                                   | Sí                                | con Ricardo Linhares                        | Band       |
| A Indomada         | 1997 | Sí                                |                                   |                                   | con Ricardo Linhares                        | Rede Globo |
| Meu Bem Querer     | 1998 |                                   |                                   | Sí                                | con Ricardo Linhares                        | Rede Globo |
| Suave Veneno       | 1999 | Sí                                |                                   |                                   |                                             | Rede Globo |
| Porto dos Milagres | 2001 | Sí                                |                                   |                                   | con Ricardo Linhares                        | Rede Globo |
| Senhora do Destino | 2004 | Sí                                |                                   |                                   |                                             | Rede Globo |
| Duas Caras         | 2007 | Sí                                |                                   |                                   |                                             | Rede Globo |
| Tempos Modernos    | 2010 |                                   |                                   | Sí                                | con Bosco Brasil                            | Rede Globo |
| Laços de Sangue    | 2010 |                                   |                                   | Sí                                | con Pedro Lopes                             | SIC        |
| Fina Estampa       | 2011 | Sí                                |                                   |                                   |                                             | Rede Globo |
| Marido en Alquiler | 2013 |                                   |                                   | Sí                                | con Perla Farias                            | Telemundo  |
| Império            | 2014 | Sí                                |                                   |                                   |                                             | Rede Globo |
| Boogie Oogie       | 2014 |                                   |                                   | Sí                                | con Rui Vilhena                             | Rede Globo |
| O Sétimo Guardião  | 2018 | Sí                                |                                   |                                   | con Joana Jorge                             | Rede Globo |

### Miniseries y series
| Título                 | Año  | Acreditado como | Acreditado como | Notas                                                                     | Emisora    |
| Título                 | Año  | Autor           | Coautor         | Notas                                                                     | Emisora    |
| ---------------------- | ---- | --------------- | --------------- | ------------------------------------------------------------------------- | ---------- |
| Policía de turno       | 1979 | Sí              |                 | con Doc Comparato, Antônio Carlos Fontoura, Leopoldo Serran y Ivan Ângelo | Rede Globo |
| Gracias doctor         | 1981 |                 | Sí              | con Walther Negrão                                                        | Rede Globo |
| Lampião y Maria Bonita | 1982 | Sí              |                 | con Doc Comparato                                                         | Rede Globo |
| Bandidos de la falange | 1983 | Sí              |                 | con Doc Comparato                                                         | Rede Globo |
| Padre Cicero           | 1984 | Sí              |                 | con Doc Comparato                                                         | Rede Globo |
| Tienda de los milagros | 1985 | Sí              |                 | con Regina Braga                                                          | Rede Globo |
| Riacho Doce            | 1990 | Sí              |                 | con Ana Maria Moretzsohn                                                  | Rede Globo |
| El Castigador          | 1997 |                 | Sí              | con Daniel Filho, Doc Comparato y Antônio Calmon                          | Rede Globo |
| Cincuenta              | 2009 | Sí              |                 | con Maria Elisa Berredo                                                   | Rede Globo |
| Lara con Z             | 2011 | Sí              |                 | con Maria Elisa Berredo                                                   | Rede Globo |

## Trabajos para el cine
- 2013 - Crô - O Filme, guion de la película dirigida por Bruno Barreto.
- 1986 - Os Trapalhões eo Rei do Futebol, guion de la película dirigida por Carlos Manga.
- 1983 - Trapalhão na Arca de Noé, guion de la película dirigida por Antônio Rangel.
- 1983 - O Cangaceiro Trapalhão, guion de la película dirigida por Daniel Filho
- 1980 - Prova de Fogo, guion de la película dirigida por Marco Altberg.

## Obras literarias
- bajo
- 1965 - Cristo partido por la mitad
- 1968 - Canción de sangre
- 1972 - Geografía del útero
- 1975 - Primera carta a andrógino
- 1977 - Crimen antes de la fiesta: la historia de Ângela Diniz y sus amigos
- 1979 - República de asesinos
- 1983 - La historia de Lili Carabina
- 1984 - enemigo público
- 1986 - Recuerdos de la guerra
- 1992 - Labios que besé
- 2005 - El hombre que compró Río
- 2005 - Detención de Giovanni Improtta
- 2006 - 98 tomas de la audiencia
- 2009 - Dio en Blogão
- 2016 - Turno de noche: recuerdos de un ex reportero de la policía